# Brava (álbum de Lali)
Brava (estilizado en mayúsculas) es el tercer álbum de estudio de la cantante y compositora argentina Lali, lanzado el 10 de agosto de 2018 bajo el sello discográfico Sony Music. Musicalmente, es un álbum de género pop latino con elementos de reguetón, urban y trap latino, que marca el alejamiento de Lali de los géneros dance pop, de sus álbumes suceros A bailar (2014) y Soy (2016). Asimismo, el álbum incluye colaboraciones con Abraham Mateo, A. Chal, Pabllo Vittar, Mau y Ricky y Reik.
Para promocionar el álbum, fueron lanzados seis sencillos, el 28 de julio de 2017 se publicó el primer sencillo titulado «Una Na» el cual alcanzó el primer puesto en el top nacional de Argentina en Monitor Latino y recibió el premio a la canción favorita en los Kids' Choice Awards Argentina 2017. El 17 de noviembre de 2017 se lanzó a la venta el segundo sencillo del disco «Tu novia», compuesto por Espósito junto a Pablo Akselrad, Luis Burgio y Gustavo Novello. El 13 de abril de 2018 se publicó el tercer sencillo del álbum titulado «100 grados» a dueto con el cantante peruano A.CHAL, el mismo además de ingresar en las listas de Ecuador, México, Paraguay y Uruguay, se posicionó en el segundo puesto del top nacional de Monitor Latino en Argentina. Posteriormente, el 20 de julio de 2018 se lanzó el cuarto sencillo titulado «Besarte mucho». Finalmente, el quinto sencillo fue publicado con su respectivo video musical el 24 de agosto luego del primer show del Brava Tour, titulado «Sin querer queriendo» con la participación de Mau y Ricky. El último sencillo publicado fue «Caliente» acompañado de su video musical el 14 de noviembre, el cual se grabó en Río de Janeiro junto a Pabllo Vittar.

## Antecedentes
En mayo de 2017, Espósito confirmó que había comenzado a trabajar en su tercer álbum de estudio y reveló el título de su nuevo tema «Sin enamorarnos». Sin embargo, la canción nunca fue lanzada. En julio del mismo año, Espósito reveló el sencillo «Una Na» como el primer sencillo de su siguiente álbum. Durante la promoción del sencillo, la cantante reveló a Billboard que, para ella, "no es suficiente trabajar en el concepto del álbum. Cada canción debe ser trabajada individualmente". También expresó a Clarín que no tenía una fecha de lanzamiento confirmada, pero que sería en 2018. En noviembre, la cantante estreno dos temas en su concierto en el Estadio Luna Park. Ambas canciones, «Tu novia» y «Tu sonrisa» fueron oficialmente lanzadas en noviembre y diciembre de 2017.
En abril de 2018, Espósito lanzó el sencillo «100 Grados» como el tercer sencillo oficial del álbum. Durante la promoción del mismo, la cantante confirmó a Radio Disney que el título del álbum sería Brava y sería lanzado en agosto de 2018. Durante la conferencia de prensa de lanzamiento expresó que el significado del nombre: "Creo que llegó el momento de ponerme brava; para imponerme, decir lo que quiero decir y para buscar mi propio camino, no sólo a la hora de componer sino también en cualquier situación o aspecto de la vida de todos los días". En julio, lanzó el último sencillo antes del lanzamiento del álbum, titulado «Besarte mucho», y reveló además la portada del mismo, el cual combina elementos del estilo barroco y de la cultura latinoaméricana.

## Promoción

### Sencillos
El primer sencillo del álbum, «Una Na», fue lanzado el 28 de julio de 2017, mientras que el video musical fue lanzado el 20 de septiembre de 2017. La canción fusiona la música pop con ritmos urbanos alcanzando un sonido fresco y diferente. La letra cuenta una historia de amor con un mensaje que "En realidad habla de que una vez que te sucede algo con alguien, una vez que existe esa primera mirada, es muy difícil volver atrás, olvidarte de eso. Como que querés ir a fondo con esa historia". La canción ocupó el primer puesto en la lista nacional y en el puesto número once en la lista general de Monitor Latino en Argentina. También ingresó en la lista México Español Airplay de Billboard.
Luego de estrenarla en su gira "Lali en vivo" en noviembre, Espósito lanzó la canción «Tu novia» como el segundo sencillo del álbum. Sin embargo, la canción nunca fue enviada a las radios. La canción mezcla Auto-Tune con ritmos de trap. La letra del sencillo habla sobre la libertad, desde una perspectiva más provocativa y divertida, muestra la sensualidad y empoderamiento de la mujer.
«100 Grados», a dueto con el cantante peruano A.CHAL, fue lanzada el 13 de abril de 2018 junto al video musical. Fue descrita como una "dulce canción de amor," y como una "composición madura e infecciosa, diferente de la fórmula tradicional e impone la impronta personal de Lali". Alcanzó el puesto número treinta y ocho en la lista Billboard México Airplay, en el número nueve en la lista general en Argentina, ingresando además en las listas de Uruguay, Paraguay y Ecuador.
El cuarto sencillo lanzado antes del lanzamiento del álbum se titula «Besarte mucho», fue lanzado el 20 de julio de 2018, junto con el video musical. La canción combina elementos de bolero, salsa y trap en una declaración de amor que describe su estado sentimental en este momento.
Sencillos promocionales
El sencillo promocional «Tu sonrisa», fue lanzado como un regalo de Navidad a sus fanáticos el 24 de diciembre de 2017, junto con un video de su gira. La canción había sido presentada previamente en el Estadio Luna Park el 3 de noviembre de 2017. Es una canción minimalista folk que consiste en acordes progresivos y utiliza la armónica, la letra es dedicada a sus abuelos, o como la cantante describió, "los padres de sus padres".

## Gira musical
La gira titulada «Brava Tour» dio inicio el 23 de agosto de 2018 en el Estadio Luna Park en Buenos Aires, Argentina. En junio de 2018 se anunciaron las primeras catorce fechas de la gira en Argentina, Uruguay y Chile.

## Recepción

### Comentarios de la crítica
En una reseña positiva, Gabriel Hernando del periódico La Nación escribió: «a lo largo de sus doce temas Brava deja ver la evolución de Lali y el hecho de saber el carácter definitorio que suele tener un tercer álbum para todo artista en lo que a identidad musical se refiere». El álbum ha sido descrito como "una increíble colección de hits que poseen un sonido innovador y reflejan su enorme crecimiento musical como cantante y compositora. A lo largo de 12 canciones, Lali logra deslumbrar con su probado talento para el pop latino, agregando también incursiones impecables en el terreno de la música urbana". A pesar de estos las críticas fueron mixtas, ya que muchos criticaron las letras y su idea de hacer reguetón, estas críticas se dieron en las redes sociales.

## Premios y nominaciones
| Año  | Premio                | Categoría                        | Resultado | Ref(s).       |
| ---- | --------------------- | -------------------------------- | --------- | ------------- |
| 2018 | Billboard Argentina   | Mejor álbum nacional             | Nominado  | [ 30 ]        |
| 2019 | Premios Carlos Gardel | Mejor álbum artista pop femenino | Ganador   | [ 31 ] [ 32 ] |
| 2019 | Premios Carlos Gardel | Mejor diseño de portada          | Ganadora  | [ 31 ] [ 32 ] |

## Lista de canciones
| Brava |                                          | |                                      |          |  |
| N.º   | Título                                   | Escritor(es) | Productor(es)                        | Duración |  |
| 1.    | «OMG!»                                   | Mariana Espósito, Pablo Akselrad, Luis Burgio, Gustavo Novello | 3musica                              | 3:56     |  |
| 2.    | «Tu novia»                               | Espósito, Akselrad, Burgio, Novello | 3musica                              | 3:22     |  |
| 3.    | «Besarte mucho»                          | Espósito, Akselrad, Burgio, Novello | 3musica                              | 3:18     |  |
| 4.    | «Somos amantes»                          | Espósito, Akselrad, Burgio, Novello | 3musica                              | 3:29     |  |
| 5.    | «Salvaje» (con Abraham Mateo)            | Espósito, Abraham Mateo Chamorro, Eric Perez, Luis O'Neill, Jadan Andino, Armando Lozano, Akselrad, Burgio, Novello | Abraham Mateo, Luis O'Neill          | 2:37     |  |
| 6.    | «100 Grados» (con A.CHAL)                | Espósito, Akselrad, Burgio, Jowan Espinosa, Daniel Giraldo, Kevin Mauricio Jiménez, Novello, Alejandro Patiño, Juan Pablo Piedrahíta, Andrés David Restrepo, Stiven Rojas, Alejandro Salazar, Bryan Snaider Lezcano, Salomón Villada Hoyos | 3musica, Rude Boyz, Icon Music^      | 3:24     |  |
| 7.    | «Caliente» (con Pabllo Vittar)           | Espósito, Arthur Marques, Pablo Bispo, Rodrigo Gorky, Akselrad, Burgio, Novello | 3musica                              | 3:12     |  |
| 8.    | «Una na»                                 | Espósito, Andy Clay, Akselrad, Burgio, Novello | 3musica                              | 3:46     |  |
| 9.    | «Vuelve a mi»                            | Espósito, Akselrad, Burgio, Novello | 3musica                              | 4:14     |  |
| 10.   | «Sin querer queriendo» (con Mau y Ricky) | Espósito, Stephen McGregor, Mauricio Montaner, Ricardo Montaner, Camilo Echeverry, Jon Leona, Akselrad, Burgio, Novello | Di Genius, Ricky Montaner, Jon Leone | 3:48     |  |
| 11.   | «Mi última canción» (con Reik)           | Jesús Navarro, Julio Ramírez, Andrés Torres, Mauricio Rengifo | 3musica, Haze                        | 3:39     |  |
| 12.   | «Tu sonrisa»                             | Espósito, Akselrad, Burgio, Novello | 3musica                              | 3:33     |  |
| 42:07 |                                          | |                                      |          |  |

Notas:
- ^ indica el coproductor

## Posicionamiento en listas
| Listas (2018)     | Mejor posición |
| ----------------- | -------------- |
| Argentina (CAPIF) | 2              |
| Uruguay (CUD)     | 3              |

## Certificaciones
| América del Sur |       |            |        |        |
| Argentina       | CAPIF | 4× Platino | 80 000 | [ 36 ] |